# 神田美穂
神田 美穂（かんだ みほ、1986年5月25日 - ）は、日本のAV女優。

## プロフィール
- 出身地：千葉県。
- 身長：157cm。
- スリーサイズ：B84（D-65）・W58・H88。
- 血液型：A型。
- 趣味、特技：音楽鑑賞、ダンス。

## 略歴
- 2007年5月に『初花 -hatsuhana- 神田美穂』でAVデビュー。
- 2011年3月に　石倉えいみ名義で復帰。

## 作品

### アダルトビデオ
2007年
- 初花 -hatsuhana- 神田美穂（2007年5月18日［DVD］/2007年5月25日［レンタル］、九鬼）
- 乳と尻 神田美穂（2007年6月26日、九鬼）
- ワーキングガール 神田美穂（2007年7月27日［DVD］/2007年7月31日［レンタル］、九鬼）

2008年
- 女子高生監禁凌辱 鬼畜輪姦79 永遠に残る深い傷跡（2008年2月7日、アタッカーズ）
- アナル奴隷白書（2008年3月7日、アタッカーズ）
- 新奴隷島（2008年4月7日、アタッカーズ）…共演:金沢文子
- 黒人中出しレイプ 黒辱 日本人留学生の海外輪姦コネクション（2008年5月7日、アタッカーズ）…共演:星川ルル
- これで最後にしてください。 神田美穂（2008年6月7日、アタッカーズ）
- 奴隷誓約2 神田美穂（2008年7月7日、アタッカーズ）
- 真性アナルFUCK 神田美穂（2008年9月1日、MOODYZ）
- 女子高生捜査官HGA（2008年9月7日、アタッカーズ）…共演:つぼみ、宮下まい、鈴木明日香
- 真性浣腸FUCK 神田美穂（2008年10月1日、MOODYZ）
- 絶対調教5 -女子校生羞恥浣腸-（2008年10月7日、アタッカーズ）…共演:夢咲ルシア、小林美沙
- 美乳×美尻のエロイ彼女と青姦×アナルFUCKデートしちゃいました!! 神田美穂（2008年11月1日、MOODYZ）
- HANABI 11（2008年11月1日、プレステージ）
- 浣腸奴隷凌辱 エネマの紋章を刻まれた女達（2008年11月7日、アタッカーズ）…共演:姫咲りりあ、結城凛